# Mooers
Mooers est une municipalité (town) américaine de l'État de New York,  située dans le comté de Clinton.

## Géographie
La municipalité s'étend sur 227,72 km2 à l'extrémité nord du comté de Clinton et de l'État de New York. Elle est bordée par la frontière canadienne au nord
Elle est arrosée par la rivière Chazy qui est un affluent du lac Champlain.
Elle comprend les localités de Mooers, son siège administratif, Cannon Corners, Mooers Forks, Twin Bridges, Whitney Corners et Woods Falls.
| Havelock (Québec, Canada) | Hemmingford (Québec, Canada) | Saint-Bernard-de-Lacolle (Québec, Canada) |
| Clinton                   | Mooers                       | Champlain                                 |
| Ellenburg                 | Altona                       | Chazy                                     |

## Histoire
La localité, établie à partir de 1796, est nommée en l'honneur de Benjamin Mooers (1758-1838), militaire et shérif, un des premiers habitants. La municipalité est créée en 1803 par détachement de la partie occidentale de celle de Champlain. En 1830, une partie de Mooers est détachée pour former la municipalité d'Ellenburg.

## Politique et administration
La municipalité est administrée par un superviseur et un conseil de quatre membres élus pour deux ans.